# Mark Schneider (Manager)

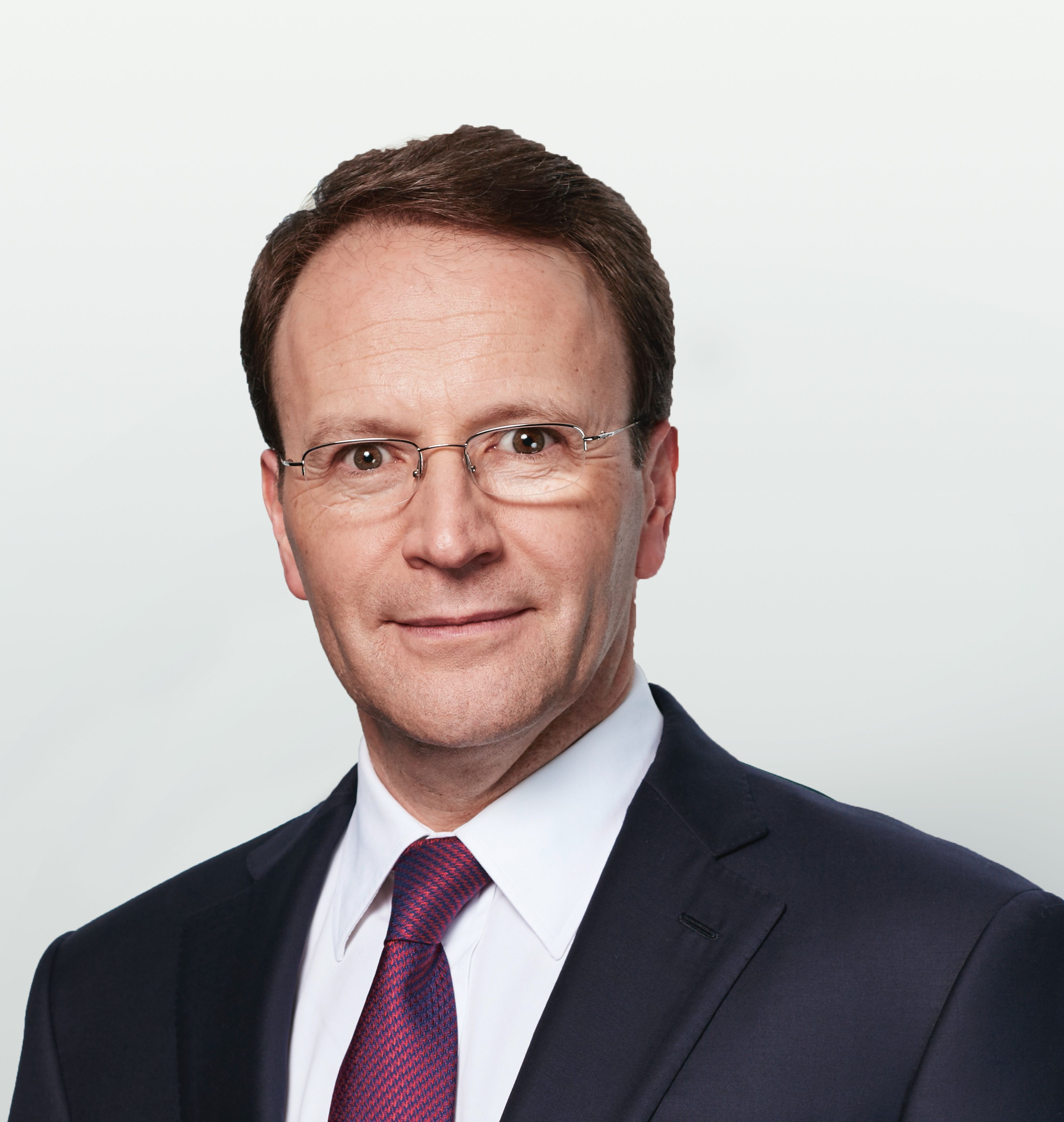
Ulf Mark Schneider (2019)

Ulf Mark Schneider (* 9. September 1965 in Neuwied) ist ein deutsch-amerikanischer Wirtschaftsmanager. Er war von Januar 2017 bis August 2024 Vorstandsvorsitzender (CEO) von Nestlé.

## Leben
Schneider besuchte in Neuwied das Werner-Heisenberg-Gymnasium, wo er die zehnte Klasse übersprang. Nach dem Abitur studierte er und promovierte im Bereich Wirtschaftswissenschaften an der Universität St. Gallen. Ferner hat er einen MBA-Abschluss (Master of Business Administration) der Harvard Business School.
1989 trat Schneider in den Duisburger Mischkonzern Franz Haniel & Cie. GmbH ein, wo er bis 2001 in verschiedenen leitenden Positionen tätig war, zuletzt als Group Finance Director beim britischen Pharma-Groß- und Einzelhändler Gehe UK (heutige McKesson Europe). Am 1. November 2001 wechselte Schneider in den Vorstand der Fresenius Medical Care, dem weltweit führenden Anbieter von Dialyseprodukten und -dienstleistungen, und war dort für den Bereich Finanzen verantwortlich. Seit 2003 besitzt er die US-amerikanische Staatsbürgerschaft. Vom 28. Mai 2003 bis 30. Juni 2016 war er Vorstandsvorsitzender des Mutterkonzerns Fresenius. In seiner Amtszeit haben sich der Umsatz des Unternehmens vervierfacht, die Mitarbeiterzahl mehr als verdreifacht und der Gewinn mehr als verzwölffacht. Zudem unternahm Fresenius unter seiner Führung mehrere große strategische Akquisitionen: 2005 die Übernahme der privaten Krankenhauskette Helios Kliniken; 2006 die Übernahme des US-amerikanischen Dialyseanbieters Renal Care Group; 2008 die Übernahme des US-amerikanischen Pharmaunternehmens APP Pharmaceuticals; 2011 die Übernahme von Liberty Dialysis, einem weiteren großen Dialyseanbieter in den USA; und 2014 die Übernahme von 41 Kliniken der Rhön Klinikum, wodurch Helios zum größten privaten Krankenhausbetreiber in Deutschland wurde.
Im Dezember 2012 kürte das Handelsblatt Schneider zum „Manager des Jahres 2012“ und im November 2013 das Manager Magazin zum „Manager des Jahres 2013“. Am 1. September 2016 wechselte er in den Verwaltungsrat des Unternehmens Nestlé. Zum 1. Januar 2017 wurde Schneider CEO von Nestlé. Er ist damit erst der zweite externe Kandidat (neben dem Finanzexperten Louis Dapples), der zum Konzernchef von Nestlé gemacht wurde. Ende 2022 wurde er von Roche als neues Verwaltungsratsmitglied nominiert.
Im August 2024 beschloss der Verwaltungsrat unter Paul Bulcke, Schneider mit Wirkung zum 1. September 2024 abzusetzen und durch den bisherigen Lateinamerika-Chef Laurent Freixe zu ersetzen. Schneider hatte die Geschäfte von Nestlé umgebaut, einen stärkeren Fokus auf Sparten wie Kaffee, Tierfutter und Gesundheitsprodukte gesetzt sowie Innovationen und das Thema Nachhaltigkeit forciert. Im Herbst 2023 fiel der Aktienkurs des Unternehmens unter 100 Franken und erholte sich unter seiner Führung nicht mehr. Auch konnten Konkurrenten Nestlé Marktanteile abnehmen. Der Konzern hatte u. a. eingestehen müssen, in Frankreich und der Schweiz jahrelang illegale Reinigungsmethoden für natürliches Mineralwasser verwendet zu haben. Auch im Vitamingeschäft gab es operative Schwächen.
Schneider war bis 2016 Vorsitzender des European Advisory Board der Harvard Business School und von 2014 bis 2017 Mitglied im Board of Directors des US-amerikanischen Chemiekonzerns DuPont.

## Privates
Schneider hat einen amerikanischen und einen deutschen Pass.

## Auszeichnungen
- Manager des Jahres 2013